# Wołost Szełonskaja
Wołost Szełonskaja (ros. Шелонская волость) – jednostka administracyjna (osiedle wiejskie) wchodząca w skład rejonu diedowiczskiego w оbwodzie pskowskim w Rosji.
Centrum administracyjnym osiedla jest wieś (ros. деревня, trb. dieriewnia) Dubiszno.

## Geografia
Powierzchnia osiedla wynosi 736,9 km².

## Historia
26 stycznia 1995 roku wszystkie sielsowiety obwodu pskowskiego zostały przemianowane na wołosti, co skutkowało również powstaniem wołosti Szełonskaja. Do 2015 roku centrum administracyjnym wołosti była dieriewnia Jasski.

## Demografia
W 2020 roku osiedle wiejskie zamieszkiwało 1263 mieszkańców.

## Miejscowości
W skład jednostki administracyjnej wchodzi 85 miejscowości (wyłącznie dieriewnie): Aleksandrowo, Aleksino, Alesznia, Aniczkowy Griwy, Aprosowo, Bielskaja Łuka, Biełozoriewo, Bieriezowiec, Bieriozowo, Bokowień, Bolszoj Kliniec, Borok, Chwierszczewka, Czerniewo, Dubieczenok, Dubiszno, Garawicy, Gawszyno, Goristaja, Gostież, Jariłowo, Jasski, Karsakowy Griwy, Kikowo, Kleniwa, Korujewo, Kostry, Kotowo, Kriuczkowo, Krutiec, Krutiec, Leszyno, Lichaczewka, Lipnia, Łamowka, Łamowy Gorki, Łbowo, Makowje, Małyj Kliniec, Mieżnik, Miszyno, Mogilewo, Mostki, Niegodicy, Niwy, Nowiki, Nowoje Zapolje, Nowyj Borok, Ostraja Łuka, Ostryj Kamień, Owiniec, Pieriekrasnaja, Pierszewo, Pleszczewka, Podsoblajewo, Pogoriełoje, Prudy, Prużkowo, Pukowo, Ramienje, Rasłowo, Riołka, Riskowo, Roi, Sieliszcze, Siewiernoje Ustje, Siewiero, Sklewo, Sojki, Sosnica, Stanki, Staryj Borok, Suchińkino, Szyłowo, Tiaguszcze, Tiurikowo, Tiućkowo, Toczki, Trietje Zapolje, Wietczi, Zamostje, Zarieczje, Zujewka, Żadinowiczi, Żarok.